# Severo Sebocte
Severo Sebocte (siríaco: ܣܘܪܘܣ ܣܝܒܘܟܬ), também Sebocte de Nísibis. era um estudioso assírios e bispo nascido em Nísibis, Síria em 575 e morto em 667.

## Biografia
Embora pouco se saiba sobre sua infância, ele era uma das figuras principais na Síria, no século VII. Lecionou na Escola Teológica de Nísibis. Em 612, ele deixou o cargo por causa de uma disputa doutrinária com os sírios seguidores da Igreja do Oriente. Ele era um membro da Igreja Ortodoxa Síria e residente do Monastério da cidade de Quinacerim, que estava situada perto das margens do Eufrates. Seu aluno Jacob de Edessa (d. 708), foi o principal representante da "Helenismo Cristão".